# 吴夫人 (孙坚)
孙破虏吴夫人（156年—202年），名字不详，吴郡吴县（今江苏省苏州市）人，是江东孙氏政权的开创者孙坚的元配妻子，孙策、孙权、孫翊、孫匡的亲生母亲，又稱為吴夫人。次子孙权自立为吴国皇帝后，她受追尊为武烈皇后。

## 生平

### 才貌雙全
父親是吴煇，字光修，吳氏一族本來是吴郡吴县人（今江苏省苏州市），後來遷徙至浙江钱唐，因為雙親早亡，所以吳氏與弟弟吴景同住。
孙坚聽聞吴氏的才藝與美貌兼全，想要娶她。吴夫人的亲戚们嫌弃孙坚为人輕佻狡詐，所以將孫堅拒絕。孙坚對此感到非常羞愧和遗憾。吴夫人知道孙坚不好惹，就对亲戚们说：“为什么要因为吝惜我这个小女子而招惹祸事呢？如果孫堅待我不好，也是我命该如此。”于是这样，吴夫人便嫁给了孙坚。吴夫人共为孙坚生下了四子一女：熹平四年（公元175年）生长子孙策；光和五年（182年）生次子孙权；光和七年或中平元年（184年）生三子孙翊；之后又生幼子孙匡和女儿。

### 異奇貴象
吳氏當初懷孕的時候，夢見月亮進去懷裡，之後生下了孫策。及後在懷孫權的時候，又夢見太陽進去懷裡。之後告訴孫堅說：“妾昔日懷著孫策的時候，夢見月亮入懷裡；如今又夢見太陽入懷裡，為什麼會這樣呢？”孫堅回答：「太陽和月亮，是陰陽的能量精氣，是極其貴象的征兆。我們的子孫大概會興家赤旺吧！」漢光和五年（182年），孫堅擔任下邳县丞的時候，吳夫人誕下嫡次子孫權，其面相方頰大口，銳目有神，孫堅覺得驚奇，認為有貴氣的象相。
184年，孙坚募诸商旅及淮、泗精兵，合千许人，与朱儁征讨黄巾军。在發軍之前，吴夫人等人都被留在寿春。时任长沙郡（治所在今湖南省长沙市）太守的孙坚起兵响应讨伐董卓的关东联军，舉家遷至庐江郡舒县（今安徽省庐江县西南），吴夫人母子们均随行。

### 撫育嚴施
191年，袁術派孙坚攻打襄陽刘表，戰鬥途中孫堅戰死，吳氏當時家住在舒縣，她撫養教育孫堅留下的幼兒，作為單身母親嚴施教育。當時孙策在袁術麾下，吴氏的弟弟吴景，当时任丹杨郡（治所在宛陵县，今安徽省宣城市）太守，但未到任，留在吴郡曲阿县（今江苏省丹阳市），于是孙策用船载着母亲前往曲阿与舅舅会合，也将父亲的遺體暂葬曲阿。
194年，孙策为袁术攻打庐江，扬州牧刘繇因此不满和猜疑。当时吴夫人和幼子们都处于刘繇的势力之下，处境岌岌可危。孙坚旧将朱治派人赴曲阿接到吴夫人一家，提供照料。可是袁术后来听说孙坚获得了傳國璽，拘禁吴夫人强行抢夺玉璽。在孙策征讨江东各地的过程中，吴太夫人从曲阿迁往历阳县（今安徽省和县），又迁往阜陵县（今安徽省全椒县附近）。孙策征服江东吴郡（治所在吴县，今江苏省苏州市）、会稽郡（治所在山阴县，今浙江省绍兴市）等地后，驻扎在吴郡吴县（今江苏省苏州市），吴太夫人也因此回到了故乡。
据《江表传》记载，孙策在治理江东和吴郡的末期，逮捕了传教行医的道士于吉，想要杀掉他。很多人同情于吉，他们让妇女们拜见孙策的母亲吴太夫人，请她救于吉。吴太夫人便对孙策说，于吉为将士们治病疗伤也是为了帮助孙策的军队，不可以杀。但孙策不听，最终将于吉杀害。该事件后来被写入《搜神记》，更被罗贯中写入《三国演义》，并加以神化，成为孙策的重要死因之一。
200年，孙策遇刺身亡，吴太夫人又辅佐年轻的次子孙权，她对孙氏政权充满关切，引见张昭以及董袭等人，问江东是否可以保全，以观察众人的心意。董袭回答说:「江东地势，有山川之固，昔日讨逆将军对民众有恩，现在讨虏将军继承基业，大小事务由张昭主持，我等为爪牙。如今是地利人和的时机，没有什么好担忧的。」受到了众人的赞同。吴夫人在军事和政治方面都对孙权特别有帮助。吴太夫人去世时，临终召见张昭，嘱托后事。

## 身后事与遗产

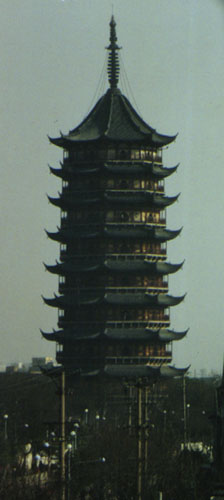
苏州报恩寺塔

吴太夫人去世后，与夫君孙坚合葬，两人的合葬墓位于今苏州盘门外青旸地，俗称“孙王坟”，孙权称帝后改“墓”为“陵”，号“高陵”。而吴太夫人的长子孙策的墓也在附近，俗称“孙将军坟”。
黄武八年夏四月十三丙申日（公元229年5月23日），孙权自立为皇帝，建立吴国，追尊父亲孙坚为武烈皇帝，同时追尊母亲吴太夫人为武烈皇后。
孙权称帝后，为了报答母恩，于赤烏年间（238年－251年）在吴太夫人的故居（今苏州市人民路北北塔公园内）建造了一座追念母親的寺塔，名为“报恩寺”（南朝梁和南宋时两次重建，又经历代兴废，现寺已不在，仅存宝塔，塔名报恩寺塔），今俗称北寺塔，是苏州古城的标志性建筑之一。
明代罗贯中所著的小说《三国演义》中也出现了吴太夫人。事蹟大致與历史相合，但描写吴太夫人有一个妹妹也嫁给了孙坚，即吴国太。正史中没有提到吴太夫人有妹妹，只说孙坚有一个庶出的儿子即孙朗，后人就以这一点推断孙坚除了嫡妻吴太夫人外，至少还有一个妾室，但没有证据表明这个妾室就是吴太夫人的妹妹。不过，小说中说吴太夫人未有生女，是妹妹吴国太生了女儿即刘备的孙夫人（传说名孙尚香，又名孙仁），这一点和史实不符；史料记载了吴太夫人确实生了女儿，但这个女儿是不是后来嫁给刘备的孙夫人則未明说。正史中，除了孙夫人外，孙坚有女儿嫁给弘咨，也有女儿嫁入陈家生女陈氏，故無以确定哪个女儿为吴太夫人所生。

## 影响与评价
吴太夫人在孙策治理江东的过程中起过积极作用。据《会稽典录》记载，孙策的功曹魏滕，因为违背孙策的主张而遭责备，孙策甚至想要杀了他。士大夫们忧虑惊恐，但想不到办法救魏滕。吴太夫人知道后，靠在一口大井边，说孙策刚征服江南不久，还没有完全成功，应当对贤士以礼相优待，忘却他们的过失而凭他们的功劳加以录用；又说魏滕于公并没有错，如果孙策杀了他，日后众人都会背叛；最后她说，如果孙策不听她的话，她就先投井自尽，以免看见日后親眼見到孫策众叛亲离的下场。孙策大惊，只好放了魏滕。这也说明了吴太夫人的智慧与权谋。
年少的孙权继承父兄基业后，吴太夫人又辅佐孙权治理军国大事，继续发挥积极作用，对巩固孙氏父子在江东的统治帮助很大。据《江表传》记载，在吴太夫人去世的那一年（建安七年，即公元202年），击破袁绍不久的曹操兵威日盛，写信给孙权，要求他把自己的儿子送到东汉首都许县（今河南省许昌市）作人质。孙权召集群臣商议对策，群臣都犹豫不决。孙权不想送儿子当人质，便与周瑜两个人拜见吴太夫人，以求定夺。周瑜坚持认为不能送人质，并对太夫人和孙权陈述利害。吴太夫人也认为周瑜说得对，又因为周瑜与她死去的长子孙策同年，让孙权把周瑜当成兄长来对待，最终决定不送人质。

## 婚姻和家庭
|      |      |      |      |      |      |  |  | 孙钟         |              |              |              |              |              |  |  |              |              |              |              |              |              |  |  |              |              |              |              |              |              |  |  |          |          |          |          |          |          |  |  |                |                |                |                |                |                |  |  |
|      |      |      |      |      |      |  |  |              |              |              |              |              |              |  |  |              |              |              |              |              |              |  |  |              |              |              |              |              |              |  |  |          |          |          |          |          |          |  |  |                |                |                |                |                |                |  |  |
|      |      |      |      |      |      |  |  |              |              |              |              |              |              |  |  |              |              |              |              |              |              |  |  |              |              |              |              |              |              |  |  |          |          |          |          |          |          |  |  |                |                |                |                |                |                |  |  |
| 孙羌 | 孙羌 | 孙羌 | 孙羌 | 孙羌 | 孙羌 |  |  | 孙静         | 孙静         | 孙静         | 孙静         | 孙静         | 孙静         |  |  | 吴武烈帝孙坚 | 吴武烈帝孙坚 | 吴武烈帝孙坚 | 吴武烈帝孙坚 | 吴武烈帝孙坚 | 吴武烈帝孙坚 |  |  | 吴太夫人     | 吴太夫人     | 吴太夫人     | 吴太夫人     | 吴太夫人     | 吴太夫人     |  |  | 吴景     | 吴景     | 吴景     | 吴景     | 吴景     | 吴景     |  |  |                |                |                |                |                |                |  |  |
| 孙羌 | 孙羌 | 孙羌 | 孙羌 | 孙羌 | 孙羌 |  |  | 孙静         | 孙静         | 孙静         | 孙静         | 孙静         | 孙静         |  |  | 吴武烈帝孙坚 | 吴武烈帝孙坚 | 吴武烈帝孙坚 | 吴武烈帝孙坚 | 吴武烈帝孙坚 | 吴武烈帝孙坚 |  |  | 吴太夫人     | 吴太夫人     | 吴太夫人     | 吴太夫人     | 吴太夫人     | 吴太夫人     |  |  | 吴景     | 吴景     | 吴景     | 吴景     | 吴景     | 吴景     |  |  |                |                |                |                |                |                |  |  |
|      |      |      |      |      |      |  |  |              |              |              |              |              |              |  |  |              |              |              |              |              |              |  |  |              |              |              |              |              |              |  |  |          |          |          |          |          |          |  |  |                |                |                |                |                |                |  |  |
|      |      |      |      |      |      |  |  |              |              |              |              |              |              |  |  |              |              |              |              |              |              |  |  |              |              |              |              |              |              |  |  |          |          |          |          |          |          |  |  |                |                |                |                |                |                |  |  |
|      |      |      |      |      |      |  |  | 长沙桓王孙策 | 长沙桓王孙策 | 长沙桓王孙策 | 长沙桓王孙策 | 长沙桓王孙策 | 长沙桓王孙策 |  |  | 吴大帝孙权   | 吴大帝孙权   | 吴大帝孙权   | 吴大帝孙权   | 吴大帝孙权   | 吴大帝孙权   |  |  | 丹楊太守孙翊 | 丹楊太守孙翊 | 丹楊太守孙翊 | 丹楊太守孙翊 | 丹楊太守孙翊 | 丹楊太守孙翊 |  |  | 茂才孙匡 | 茂才孙匡 | 茂才孙匡 | 茂才孙匡 | 茂才孙匡 | 茂才孙匡 |  |  | 汉昭烈帝孙夫人 | 汉昭烈帝孙夫人 | 汉昭烈帝孙夫人 | 汉昭烈帝孙夫人 | 汉昭烈帝孙夫人 | 汉昭烈帝孙夫人 |  |  |